# Yoshinobu Tsutsui
Yoshinobu Tsutsui (jap. 筒井 義信, Tsutsui Yoshinobu; * in Japan) ist ein japanischer Manager.

## Leben
Seit 2011 ist Tsutsui Präsident des japanischen Versicherungsunternehmens Nippon Life. Er arbeitet im Unternehmen seit über 35 Jahren.